# Arros
De Arros is een rivier in Frankrijk die stroomt door de departementen Hautes-Pyrénées en Gers in de regio Occitanie. De bron van de rivier is in de Pyreneeën bij Esparros. De rivier mondt bij Izotges uit in de rechter oever van de Adour.
De rivier is 130 km lang, heeft een gemiddeld debiet van 9 m³/s en een stroomgebied van 947 km².

## Departementen en gemeenten
- Hautes-Pyrénées: Bourg-de-Bigorre, Tournay, Chelle-Debat
- Gers: Montégut-Arros, Villecomtal-sur-Arros, Plaisance

## Zijstromen
Een overzicht van zijstromen van de Arros die langer zijn dan 10 km. De letters R en L geven aan dat het een rechter- dan wel linkerzijstroom is. 
- (R) Avezaguet - 10,7 km
- (L) Lalherde - 10,7 km
- (L) Arrouy - 12,3 km
- (R) Lène - 11,2 km
- (L) Arrêt - 15,3 km
- (L) Arrêt-Darré - 25,5 km
- (R) Chella - 11,5 km
- (L) Lanénos - 11,1 km
- (R) Lurus - 11,8 km
- (R) Bouès -  63 km
- (L) Larté - 17 km
- (L) Las - 10,6 km

- Virtual International Authority File: 245393784